# 尼科洛兹·巴西拉什维利
尼科洛茲·巴西拉什维利（羅馬化：Nikoloz Basilashvili，1992年2月23日—），喬治亞職業網球男運動員。他參加2020年夏季奧林匹克運動會，最終在第三輪比賽中被德國選手亞歷山大·茲韋列夫淘汰。2021年的印第安泉大師賽打入決賽，敗於卡麥隆·諾瑞拿下亞軍。

## 外部連結
- 尼科洛兹·巴西拉什维利（英文/西班牙文）的官方資料
- 尼科洛兹·巴西拉什维利的國際網球總會 職業／青少年 官方資料（英文）